# Apelsin
Apelsin est un groupe estonien originaire de Tallinn fondé en 1974. Il joue un mélange de différents styles : jazz, country, rock 'n' roll, blues.

## Histoire
Le groupe est créé en 1974 par sept membres : Tõnu Aare (guitare, harmonica, mandoline), Gunnar Kriik (guitare basse et piano), Jaan Arder (violon), Mati Nuude (joueur de balalaïka), Ivo Linna (guitariste et soliste), Harri Kõrvits junior (percussionniste) et Ants Nuut (tromboniste et soliste).
Le groupe sera invité à plusieurs reprises à enregistrer l'émission du Nouvel An Golouboï ogoniok, l'émission humoristique Autour du rire. La promotion de leurs plus grand succès est assurée par le label Melodiya.
Plus tard, Ivo Linna et Mati Nuude ont été les principaux solistes, Tõnu Aare et Jaan Arder ont également joué en tant que solistes vocaux pour certaines chansons.
De la formation originale, seul Ants Nuut participe actuellement au groupe.
Autres musiciens ayant travaillé dans l'ensemble : Tõnu Aare, Jaan Arder, Taago Daniel, Indrek Hiibus, Allan Jakobi, Vello Jurtom, Mart Jürisalu, Jaan Kirss, Hillar King, Gunnar Kriik, Harry Kõrvits, Meelis Laido, Boris Leppsoo, Marek Lillemägi, Andres Loigom, Priit Pihlap, Tarmo Pihlap, Vladimir Šeripov, Argo Toomel, Vello Toomemets, Igor Trunin, Ivo Varts, Aleksander Vilipere, Ülari Kirsipuu.
Avec la dislocation de l'URSS, le groupe a presque complètement disparu de la scène russe. Néanmoins, Apelsin se produit périodiquement en concerts et participe à des festivals dans leur pays d'origine et dans les pays voisins.
Le 21 juillet 2021, meurt le leader du groupe Tõnu Aare.